# Dina Galiakbarowa
Dina Eduardowna Galiakbarowa (ros. Дина Эдуардовна Галиакбарова; ur. 2 listopada 1991 w Biszkeku) – rosyjska szablistka, czterokrotna medalistka mistrzostw świata.
W 2010 roku zdobyła brąz indywidualnie na mistrzostwach świata juniorów w Baku. Na rozgrywanych rok później mistrzostwach świata juniorów w Jordanii zdobyła brąz drużynowo i złoto indywidualnie.
Podczas mistrzostw świata w Paryżu w 2010 roku Rosjanki w składzie: Julija Gawriłowa, Sofja Wielika, Swietłana Kormilicyna i Dina Galiakbarowa zdobyły drużynowo złoty medal. W tej samej konkurencji zdobyła też złote medale na mistrzostwach świata w Katanii (2011) i mistrzostwach świata w Kijowie (2012) oraz srebrny na mistrzostwach świata w Budapeszcie (2013).
Ponadto na mistrzostwach Europy w Legnano (2012), mistrzostwach Europy w Zagrzebiu (2013) i mistrzostwach Europy w Strasburgu (2014) zdobywała drużynowo złote medale, a na mistrzostwach Europy w Sheffield (2011) była trzecia.
Nigdy nie wzięła udziału w igrzyskach olimpijskich.